# František Jan Zoubek

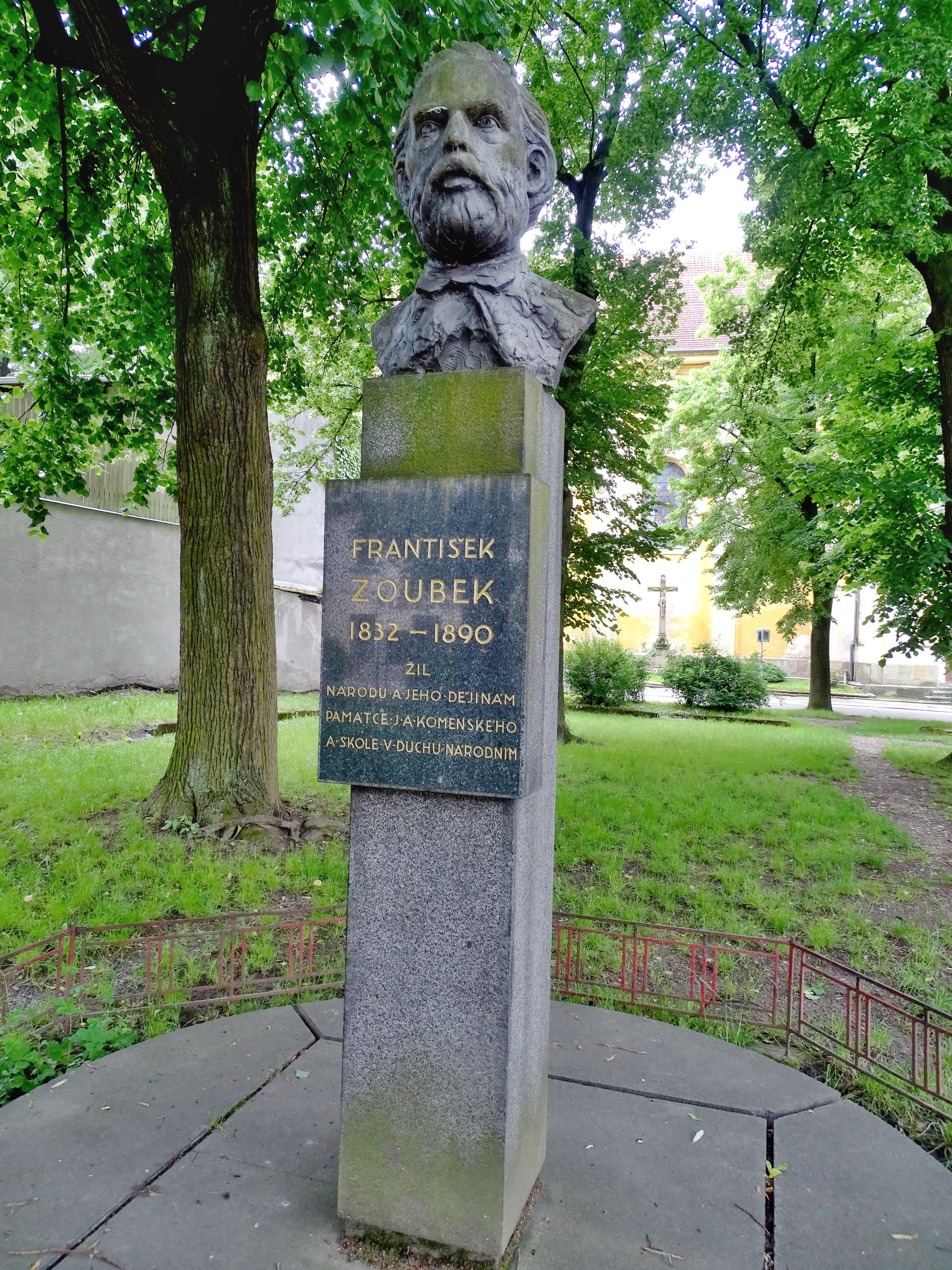
Busta Františka Jana Zoubka v Kostelci nad Orlicí

František Jan Zoubek, křtěný František Karel (6. prosince 1832 Kostelec nad Orlicí – 29. června 1890 Smíchov) byl český středoškolský profesor a historik. Nejprve vyučoval češtinu, klasickou filologii a historii na gymnáziu v České Lípě, později na pražské reálce. Od roku 1867 zastával funkci ředitele na středních školách na Smíchově. Přispíval do Národních listů, redigoval Památky archeologické, psal satirické články (Příspěvky k pravdivé kronice slavného města Račic) i odborné studie. Ve vědecké práci se zaměřil na historii rodného města, kulturní a hospodářské dějiny a odkaz Jana Amose Komenského. Patřil k předním pedagogům a historikům své doby.

## Život
Narodil se 6. prosince 1832 v Kostelci nad Orlicí v rodině pláteníka. Absolvoval základní školu ve Velkých Losinách, gymnazijní přípravku v Rychnově nad Kněžnou a gymnázium v Hradci Králové. V letech 1853–1858 studoval filosofii, slovanskou a klasickou filologii a historii na filosofické fakultě v Praze. Během studií u něj propukla vada zraku; lékaři mu doporučovali, aby si raději našel zaměstnání v přírodě, například v zemědělství nebo lesnictví. To kvůli své lásce k historii odmítl, ale nezbylo mu než omezit čtení jen na ty knihy, ze kterých měl co největší prospěch. Jako student začal literárně tvořit; první příspěvky uveřejnil v Lumíru (překlad ze slovinštiny), Zlatých klasech (národopisná studie) a Poslu z Prahy (první článek o Komenském).
V únoru 1858 získal místo suplujícího profesora na německém augustiniánském gymnáziu v České Lípě. Vyučoval tam češtinu, klasickou filologii a historii. Byl oblíbený, studenti rádi navštěvovali jeho hodiny i mimořádné přednášky, získal si respekt u občanů města. Bylo i jeho zásluhou, že v České Lípě — na rozdíl od jiných měst s početným německým obyvatelstvem — neprojevovali studenti odpor k češtině, neodhlašovali se z kurzů a nepodléhali protičeské agitaci. Naopak, gymnázium se přihlásilo k Dědictví Cyrila a Metoděje a školní knihovnu vyzdobilo poprsím Josefa Jungmanna. Zoubek kromě školních povinností také přispíval satirickým cyklem Příspěvky k pravdivé kronice slavného města Račic do Šimáčkova časopisu Posel z Prahy; zesměšňoval tu různé nešvary v komunální politice, školství a národním životě. Vydal také jednu ze svých nejdůležitějších historických studií - Kostelec nad Orlicí. Stručný přehled jeho minulosti, která se setkala s příznivým ohlasem předních historiků (František Palacký, Václav Vladivoj Tomek) a roku 1861 mu na jejím základě byla odpuštěna písemná část státní profesorské zkoušky.
Roku 1863 se přestěhoval do Prahy. Původně slibované místo profesora na vyšší dívčí škole nezískal, místo toho našel zaměstnání v redakci Národních listů a jako suplující profesor na pražské reálce. Spolek Svatobor mu poskytl stipendium na další historické studie. Téhož roku začal spolu s Josefem Dastichem a Eduardem Novotným s přípravami na vydávání nového vzdělávacího časopisu. Ten pod názvem Krok vyšel poprvé 1. března 1864, ale pro nedostatečný zájem odborné veřejnosti po dvou letech zanikl. Úspěšnější byl Zoubek jako redaktor časopisu Památky archeologické, který vedl v letech 1864–1873 (zpočátku společně s Karlem Vladislavem Zapem). V roce 1865 podnikl také cestu do Bavorska a účastnil se odhalení pomníku Komenského v Brandýse nad Orlicí. 7. února 1866 byl přijat za mimořádného člena Královské české společnosti nauk.
Roku 1867 byla na Smíchově založena samostatná čtyřtřídní hlavní a průmyslová škola a obecní zastupitelstvo vyzvalo Zoubka, aby se přihlásil do konkursu na ředitele. Mezi ostatními kandidáty vynikl svými zkušenostmi i předloženou konkrétní koncepcí a byl do funkce přijat. Roku 1868, po zkušenostech z prvního roku fungování, vydal Zprávu o hlavní a průmyslové škole na Smíchově, v níž otevřeně a pravdivě vylíčil dosažené výsledky, plány i přetrvávající problémy (například s kázní některých žáků, za níž podle jeho podrobné analýzy může v řadě případů nevhodná rodinná výchova). Zoubkovy výroční zprávy se v dalších letech staly vzorem pro podobné publikace jiných škol.
Roku 1868 byla v Praze založena Beseda učitelská a k Zoubkovu návrhu začala každoročně oslavovat památku narození Komenského. První taková oslava se konala 3. dubna 1869 a Zoubek na ní pronesl slavnostní projev. Když se roku 1871 konaly oslavy dvoustého výročí úmrtí tohoto pedagoga (tehdy se nevědělo, že zemřel již roku 1670), napsal Zoubek na žádost Učitelské besedy další oceňovaný spis, Život Jana Amose Komenského. Myšlenky tohoto učence pak rozvíjel i v článku Jak by školy obecné mohly býti zvelebeny, uveřejněném téhož roku ve zprávě hlavní a průmyslové školy.
V roce 1873 došlo k reorganizaci škol na Smíchově a Zoubek získal místo ředitele dívčí měšťanské školy, kterou vedl až do smrti. Založil fond pro ošacení chudých dívek. Dále pokračoval v publikační činnosti, ať už historických článků v Památkách archeologických nebo překladů a interpretací Komenského literárních děl. Roku 1883 se stal redaktorem Encyklopedie pedagogické, vyšel ale jen její první díl.
V posledních letech se zhoršoval Zoubkův zdravotní stav. O prázdninách roku 1889 jej ranila mrtvice. Prakticky ztratil hlas i zrak, většinu doby byl upoutaný na lůžko, v ředitelské funkci ho zastupoval Josef Kořenský. 29. června 1890 Fr. J. Zoubek ve svém smíchovském bytě zemřel. Pohřben byl za velké účasti na Vyšehradském hřbitově.

## Dílo
Publikoval články v Národních listech a v časopisech Památky archeologické, Posel z Prahy a Krok. Samostatně vydal např.:
- Kostelec nad Orlicí : stručný přehled jeho minulosti (1860)
- Vypsání hradu Potenšteina v Hradecku (1871) — historie hradu Potštejn
- O kázni školní : zběžná rozprávka (1873)
- J.A. Komenského Řeč o vzdělávaní vtipu, mluvená ve větší síni školy Patacké dne 24. listopadu 1650 (1874)
- Jana Amosa Komenského Didaktika Analytická (1874)
- Smíchovské upomínky historické (1875)
- O zakládaní měst v Čechách v třináctém století (1878)
- J.A. Komenského Předchůdce vševědy (1879)
- Komenského myšlénky národohospodářské o štěstí národu (1884)

## Význam
Zoubek se zasloužil o poznání života a popularizaci díla Komenského. Byl prvním regionálním historikem Kostelecka a jedním z prvních, kdo se v historických studiích zaměřil na širší oblast než politické dějiny. Současníci si Zoubka vážili — svědčí o tom čestné členství v kostelecké záložně, čestné občanství města Kostelec nad Orlicí (1866) i přijetí do Královské české společnosti nauk; na druhou stranu litovali, že své historické bádání nemohl kvůli nepřízni doby rozvíjet na vyšší úrovni na univerzitě.